# Pedaso (cavallo)
Nella mitologia greca, Pedaso (in greco antico: Πήδασος?, Pídasos) fu l'unico cavallo mortale del carro di Achille.

## Mitologia
Fu conquistato al nemico Eezione ed aveva la stessa velocità degli altri cavalli a discapito della sua mortalità che lo rendeva inferiore rispetto agli altri cavalli immortali legati al carro di Achille.
Fu abbattuto con una lancia da Sarpedonte mentre combatteva contro Patroclo.